# Deropegus aspina
Deropegus aspina är en plattmaskart. Deropegus aspina ingår i släktet Deropegus och familjen Hemiuridae. Inga underarter finns listade i Catalogue of Life.